# Đại Diêu
Đại Diêu (tiếng Trung: 大姚县, Hán Việt: Đại Diêu huyện) là một huyện thuộc Châu tự trị dân tộc Di Sở Hùng (楚雄彝族自治州) tại tỉnh Vân Nam, Cộng hòa Nhân dân Trung Hoa. Huyện này có diện tích 4146 km2, dân số năm 2002 là 280.000 người. Huyện lỵ tại trấn Kim Bích. Diêu An giáp sông Kim Sa (Kim Sa giang) về phía bắc.

## Các đơn vị hành chính
Huyện Tường Vân quản lý các đơn vị hành chính sau:
- Các trấn: Kim Sa (金碧镇)、Thạch Dương (石羊镇) và Lục Tư (六苴镇)
- Các hương: Long Nhai (龙街乡)、Triệu Gia Điếm (赵家店乡)、Tân Nhai (新街乡)、Đàm Hoa (昙华乡)、Quế Hoa (桂花乡)、Loan Bích (湾碧乡)、Thiết Tỏa (铁锁乡)、Tam Đài (三台乡) và Tam Xá Hà (三岔河乡).